# Pellervo ekonomiska forskningsinstitut
Pellervo ekonomiska forskningsinstitut (finska: Pellervon taloudellinen tutkimuslaitos, PTT) är ett självständigt samfund i Helsingfors som grundades 1979 och bedriver forskning kring bland annat nationalekonomiska frågor, kooperation, skogs- och virkesekonomi samt jordbruks- och livsmedelsekonomi. 
Institutet grundades av Sällskapet Pellervo och Centralförbundet för lant- och skogsbruksproducenter (MTK). En föregångare var den ekonomisk-politiska forskningsavdelning som 1973 inrättades vid Sällskapet Pellervos marknadsforskningsinstitut (1933–1992). 
Institutet upprätthålls av en garantiförening vars medlemssamfund (15 till antalet 2005) utgörs av Pellervo, MTK, andelslag, försäkringsbolag samt ett antal större livsmedelsföretag. Institutet sammanställer två gånger om året prognoser över den ekonomiska utvecklingen i Finland med särskild fokus på livsmedels-, skogs- och jordbruksnäringarna. Dessa utges i vår- och höstnumren av publikationen PTT-katsaus (fyra nummer/år).